# José Joaquín de Olmedo

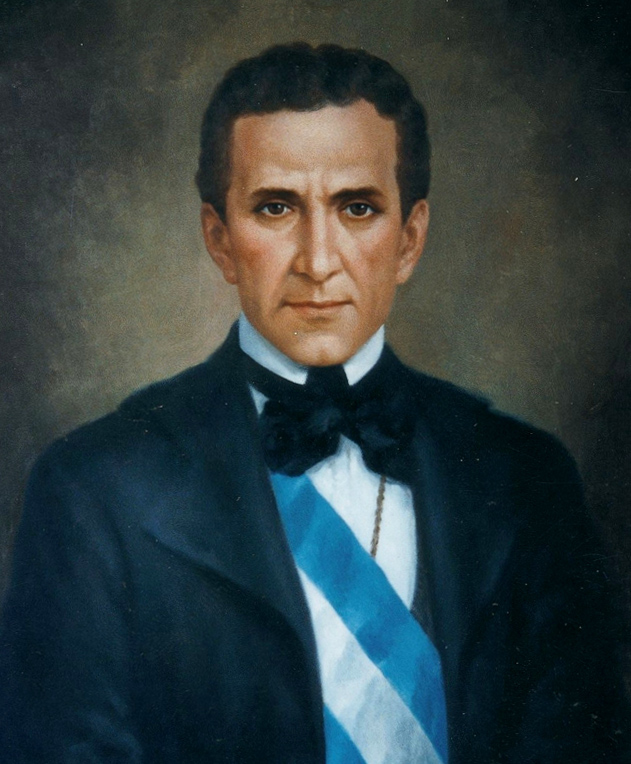
José Joaquín de Olmedo

José Joaquín Eufrasio de Olmedo y Mururi (Guayaquil, 20 maart 1780 - aldaar, 19 februari 1847) was een Ecuadoraans liberaal politicus, ook actief als dichter.
De Olmedo riep op 9 oktober 1820 de onafhankelijkheid van de Provincie Guayaquil uit. Hij was 9 oktober tot 14 oktober 1820 en van 8 november 1820 tot 13 juli 1822 president van de Politieke Junta van Guayaquil. Op 31 juli 1822 werd de Provincie Guayaquil onderdeel van Groot-Colombia (Colombia en Ecuador) en werd de onafhankelijkheid van Guayaquil opgeheven.
Na de onafhankelijkheid van Ecuador (1830) was De Olmedo een vooraanstaand liberaal politicus. In maart 1845 kwamen De Olmedo, Vicente Rocafuerte en Vicente Ramón Roca in opstand tegen het bewind van de conservatieve president Juan José Flores (de facto dictator van Ecuador sinds 1843). Op 6 maart 1845 werd De Olmedo aangewezen als president van rebellerende regering en na de verdrijving van Flores werd hij op 18 juni 1845 interim-president. Op 8 december 1845 werd hij opgevolgd door Vicente Ramón Roca.
De Olmedo werd ook erkend als poëet, met een voorliefde voor patriottische thema's. Zijn bekendste werk is La victoria de Junin, waarin de Latijns-Amerikaanse onafhankelijkheidsstrijders die tegen Spanje in opstand kwamen als de rechtmatige erfgenamen van de Inca's werden beschouwd.